# Oreonectes polystigmus
Oreonectes polystigmus is een straalvinnige vissensoort uit de familie van de bermpjes (Nemacheilidae). De wetenschappelijke naam van de soort is voor het eerst geldig gepubliceerd in 2008 door Du, Chen & Yang.